# ズー (会社)
株式会社ズー（英: ZOO CORPORATION）は長野県上田市にある医療調剤システム、ゲームソフトウェアの開発・販売を主な事業内容とする日本の企業。

## 概要
- 1986年に前身となる有限会社スタジオ・ズーが設立される。過去帳のデータ処理を行なう曹洞宗寺院管理システムを開発した。
- 1987年にパーソナルコンピュータベースのレセプトコンピュータシステムの開発を行なう[1]。
- 1990年には日本発のUNIX用ゲームソフトとなる『The WALL』を開発。これはアメリカでもスペクトラムホロバイト社より『BreakThru!』として発売され、日本でも後にセガサターン・プレイステーション用ゲームソフト『ブレイクスルー! 』（発売：翔泳社）として逆輸入されることになる[2]。なお、本作はしばしばアレクセイ・パジトノフ考案のように語られることがあるが、彼は協賛のみでゲーム自体には一切関わっていない。
- 1991年、社名を株式会社ズーと変更する。

## 製品

### 医療調剤システム
源内
1994年に発売されたレセプトコンピュータシステム。後に薬事情報の改定や薬剤の自動発注にも対応した@源内On-Lineとなる。
薬源
@源内On-Lineと連動が可能な統合医薬品データベースを備えた医薬品情報検索ソフト。
MediCounter
薬局等での対面販売用、薬剤情報提供システム。

### ゲームソフトウェア
海外パソコンゲームソフトの日本語版開発・販売を多数行なっている。